# Chapelle Saint-Jean de Colmar
Pour les articles homonymes, voir Chapelle Saint-Jean.
La chapelle Saint-Jean est un monument situé à Colmar, dans le département français du Haut-Rhin.

## Localisation
L'édifice est située rue Saint-Jean à Colmar, dans l'enceinte de la commanderie Saint-Jean.

## Historique
La nef originale est détruite au XIXe siècle à la suite du rachat du site par un marchand de chevaux.
En 1907, restauration de la façade de la nef en grès jaune de Rouffach ainsi que des vitraux et de la rosace. Le retable de Théophile Klem, qui relate l'histoire de Jean le Baptiste, est installé dans le chœur. Les panneaux extérieurs illustrent l'Épiphanie et la Sainte-Cène.

## Galerie

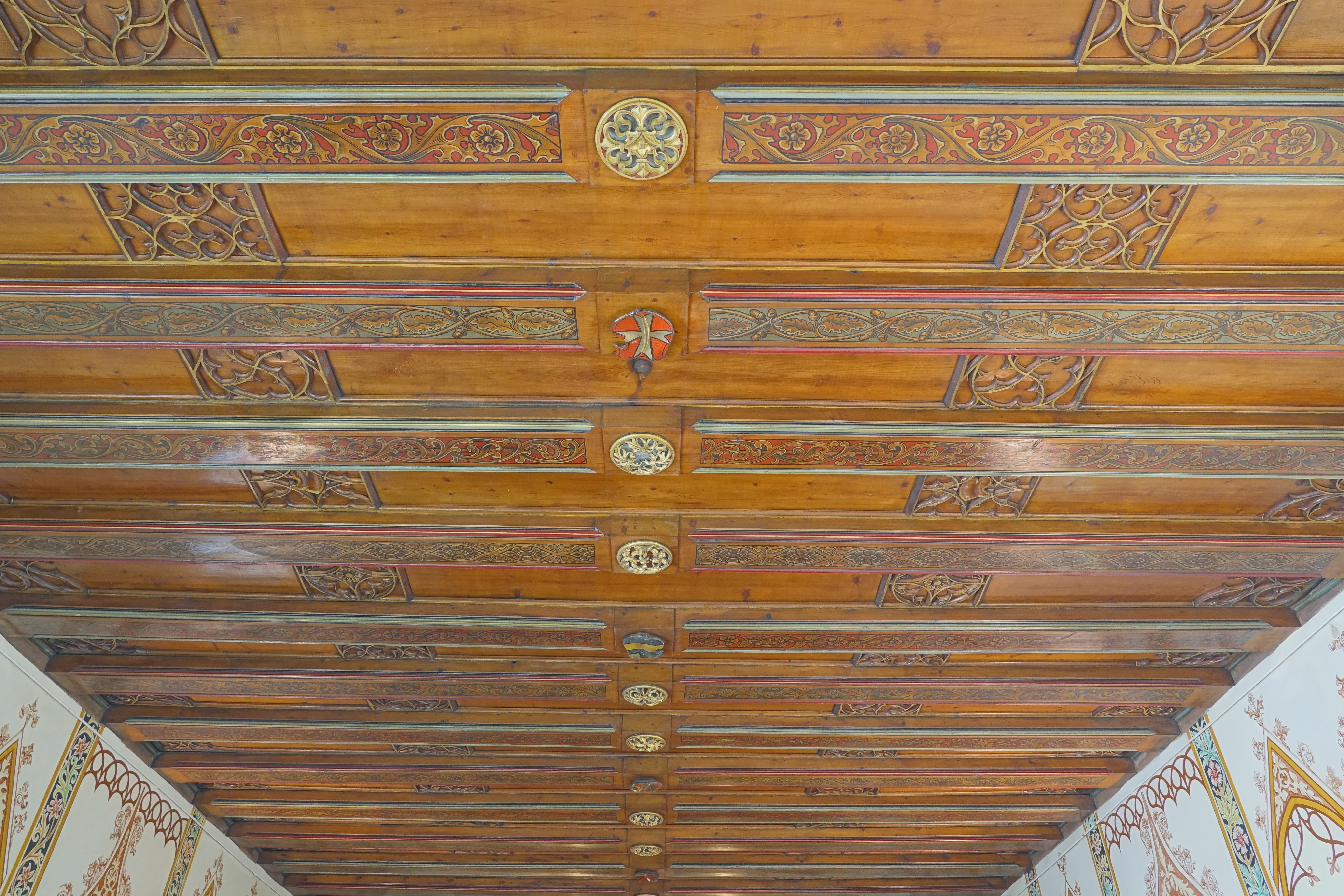
Plafond de la chapelle orné de blasons.
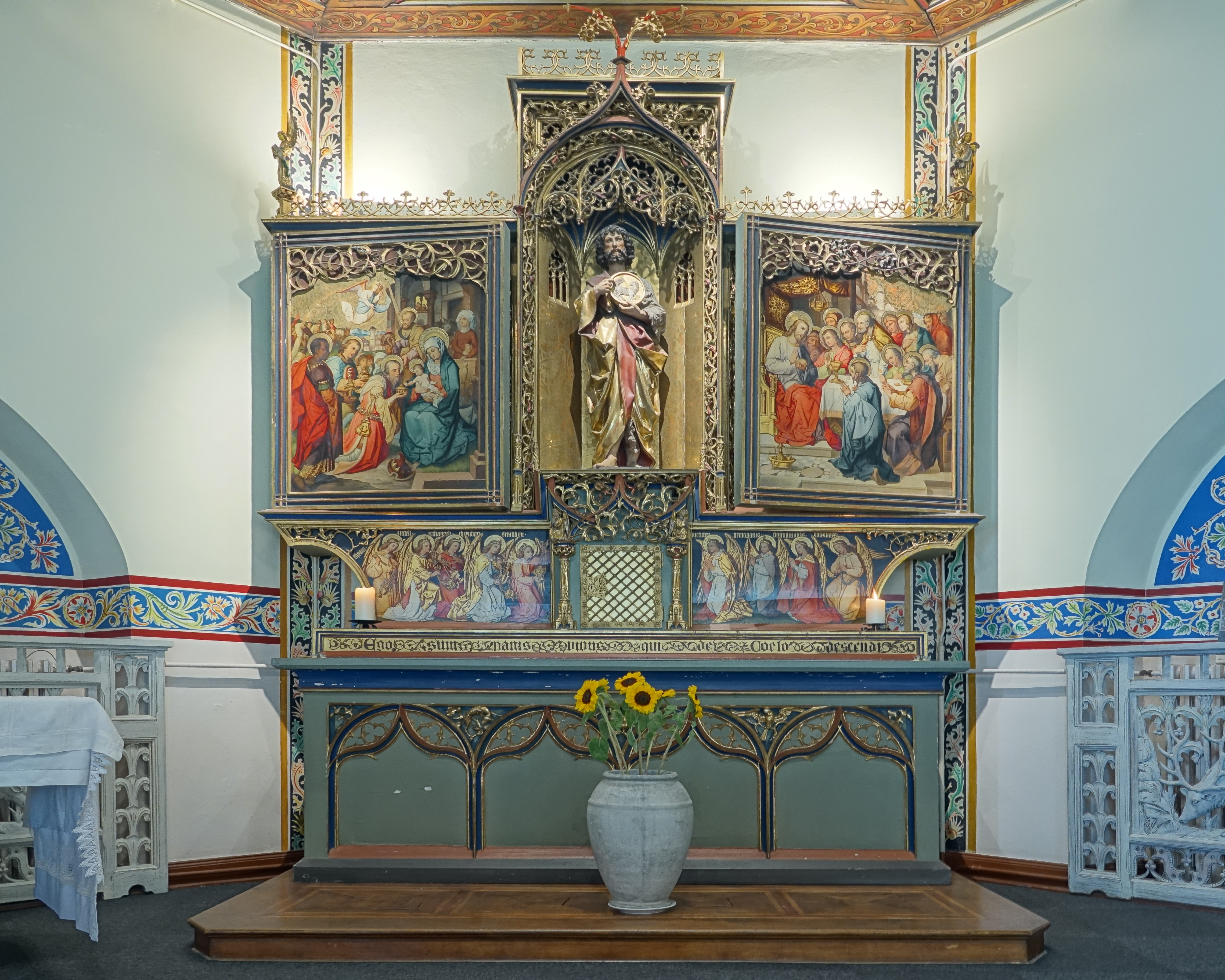
Le retable en configuration fermée.
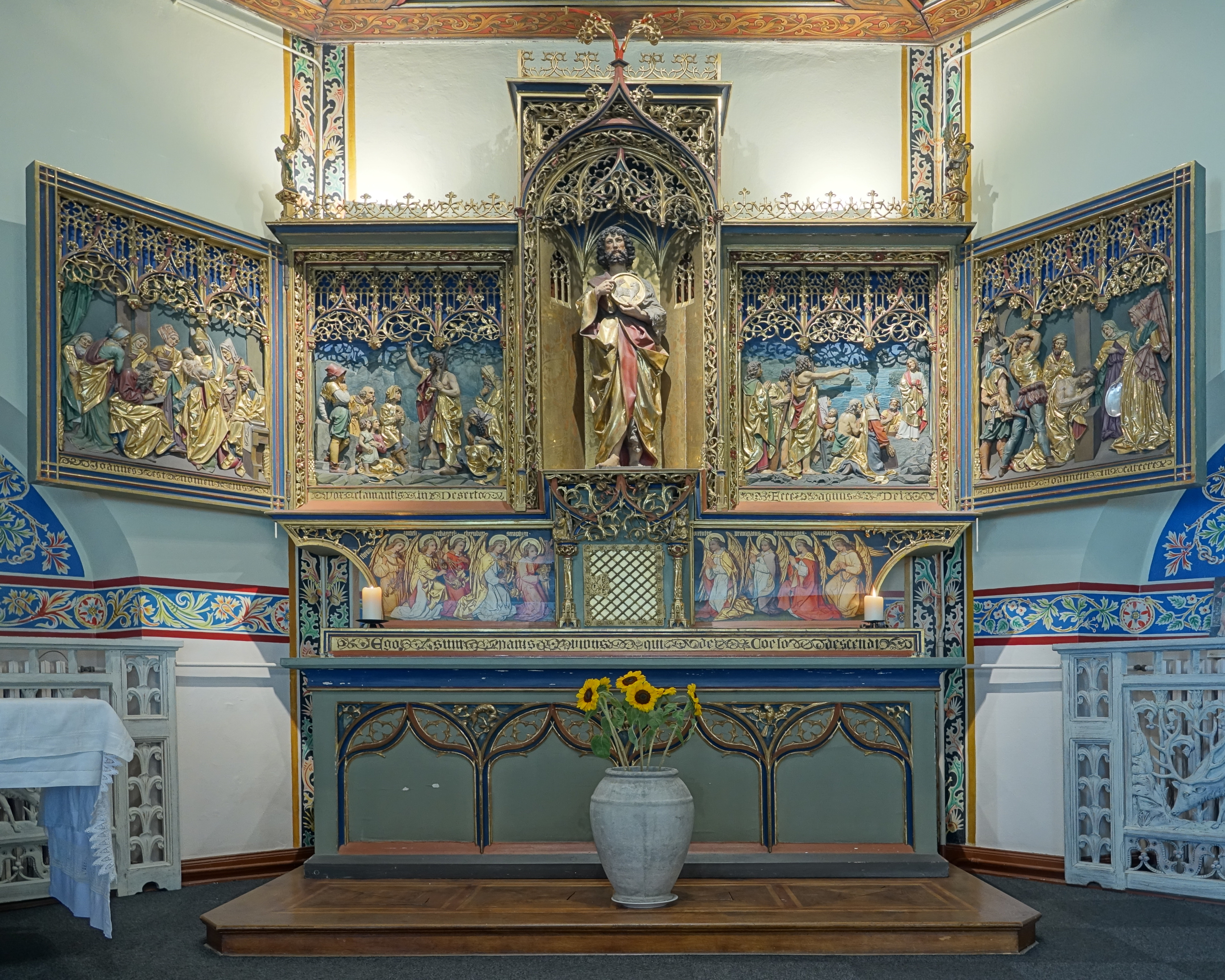
Le retable en configuration ouverte.
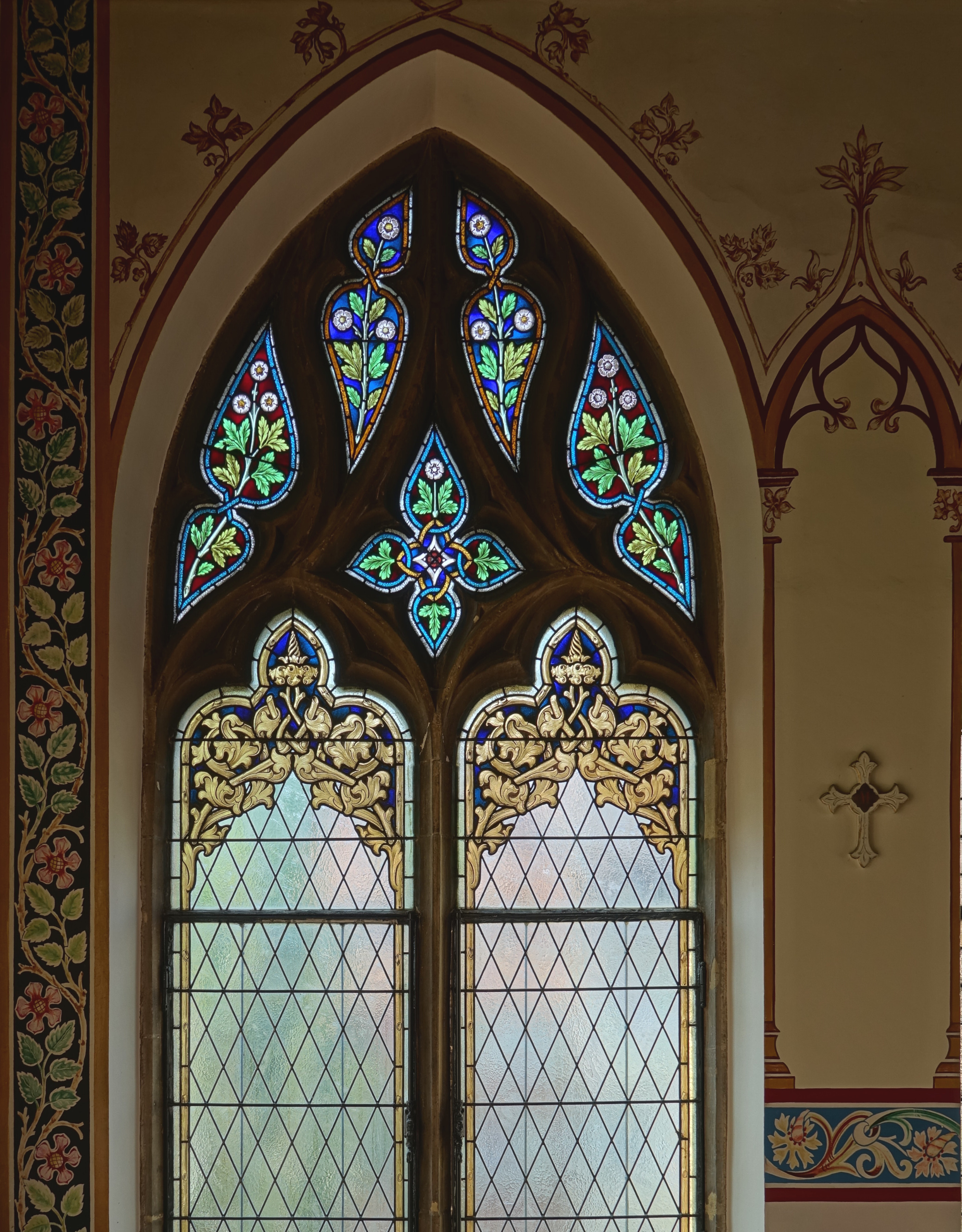
Vitrail dans la chapelle.
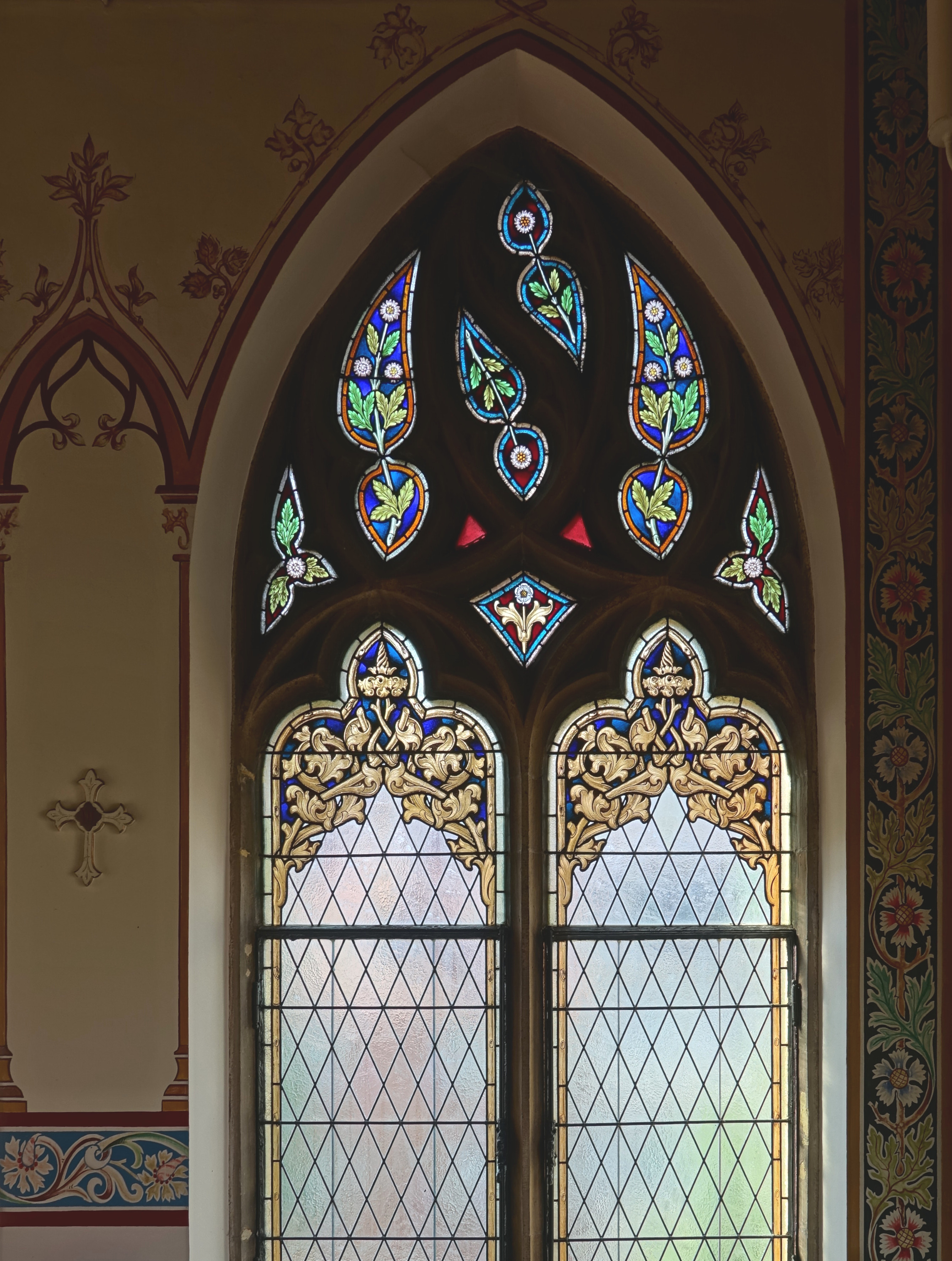
Vitrail dans la chapelle.